# Juliette Adam

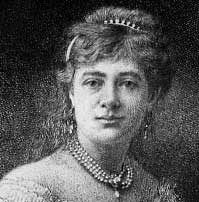
Juliette Adam in un ritratto del 1904

Juliette Adam nata Lambert ((); Verberie, 4 ottobre 1836 – Callian, 23 agosto 1936) è stata una scrittrice, polemista e salonnière femminista repubblicana francese.

## Biografia
Juliette Adam è figlia di un medico di provincia, il dottor Jean-Louis Lambert, e di Olympe Séron, appartenente alla buona borghesia. Il padre è un uomo incostante, non riesce a mantenere il suo gabinetto medico e dopo il fallimento di quest'ultimo si dedica a elaborare invenzioni senza ottenere alcun successo. Poco dopo la nascita di Juliette la moglie abbandona il marito, e la piccola viene accolta dalla nonna materna. Il matrimonio fra i suoi genitori è infelice, a causa dei problemi economici e della dipendenza all'alcol del padre. La nonna, che si occupa molto della bambina, ha una grande influenza sulla sua educazione. Nonostante la presenza estemporanea del padre, eredita da lui l'amore per la scienza e uno spirito repubblicano in contrasto con l'educazione ricevuta dalla nonna materna, che non smetterà mai di amare. Scrisse un resoconto della propria infanzia, resa infelice dai dissensi tra i suoi genitori intitolato Le roman de mon enfance et de ma jeunesse. Suo padre scrisse Paradoxes d'un docteur allemand (pubblicato nel 1860) nel quale egli mostrava le sue simpatie per il femminismo.
Il 10 aprile 1853, all'età di 16 anni sposa controvoglia, un amico del padre di 31 anni più vecchio di lei, l'avvocato Alexis La Messine. La coppia si trasferisce a Soissons dove Juliette vive momenti molto tristi, fino alla nascita della figlia Alice, nata il 29 agosto 1854. Dopo la nascita della bambina sembra che la vita coniugale migliori, il marito la porta a visitare l'Esposizione universale e poco tempo dopo si trasferiscono definitivamente a Parigi grazie alla nuova nomina del marito. Il matrimonio tuttavia resta molto complicato ed è in quel periodo che Juliette inizia a scrivere.
Vedova nel 1867, sposò nel 1868 l'avvocato Antoine Edmond Adam (1816-1877), deputato della sinistra repubblicana, fondatore del Crédit foncier (Credito fondiario), prefetto di polizia nel 1870, poi senatore a vita. Lei pubblicò nel 1858 Idees antiproudhoniennes sur l'amour, la femme et le mariage, in difesa di Daniel Stern (Marie d'Agoult) e di George Sand.
Visse i drammatici eventi dell'assedio di Parigi (1870-1871). S'impose nella Parigi successiva alla sconfitta del 1871 che vide installarsi progressivamente la Repubblica. Fu una fervente paladina, sin da giovane, degli ideali umanitari e libertari, al punto da pubblicare, nel 1859, una vita apologetica di Garibaldi. Il suo salon del boulevard Poissonnière (poi, a partire dal 1887, al numero 190 del boulevard Malesherbes), frequentato anche da Léon Gambetta, era un centro attivo di opposizione a Napoleone III e alla reazione conservativa; negli anni settanta divenne uno dei circoli repubblicani più in vista e più influenti, specialmente dopo il colpo di Stato del 1877. Vi si ritrovavano Adolphe Thiers, Eugène Pelletan, Gabriel Hanotaux, Edmond About, Louis Blanc, Alphonse Daudet, Camille Flammarion, Georges Clemenceau, l'editore Jules Hetzel, il poeta Sully Prudhomme, Émile de Girardin, Gustave Flaubert, Louis de Ronchaud, Gaston Paris, Victor Hugo, Guy de Maupassant, Ivan Turgenev, Aurélien Scholl. Quando cadde l'Impero, fu proprio tra gli habitué di questo circolo che vennero reclutati gli uomini di governo. Donna d'influenza, Juliette Adam volle essere l'incarnazione della «Grande Francese», determinata a rendere alla Francia umiliata il suo giusto posto in Europa, fino al bellicismo e alla xenofobia. Fu anche propugnatrice di un'alleanza con la Russia.
Si distaccò da Gambetta quando egli accedette alla presidenza della Camera e si rivolse alla letteratura, fondando nel 1879 la Nouvelle Revue, che editò per i suoi primi otto anni di vita e le conferì un'enorme influenza fino al 1899, anno in cui vendette la rivista a Pierre-Barthélemy Gheusi. Scrisse le note sulla politica estera, ed era inflessibile nei suoi attacchi a Bismarck e nel suo reclamare una politica revanscista.
Amica di George Sand e di Yuliana Glinka, Juliette Adam pubblicò i primi romanzi di Paul Bourget e Le Calvaire, di Octave Mirbeau, e incoraggiò gli inizi letterari di Pierre Loti, Alexandre Dumas figlio e Léon Daudet.
È generalmente accreditata anche per aver scritto articoli su varie capitali europee firmandoli «Paul Vasili», che in realtà erano il lavoro di vari scrittori. Il più famoso dei suoi numerosi romanzi è Païenne (1883), ispirato a princìpi di ispirazione laica. Le sue memorie, Mes premières armes littéraires et politiques (1904) e Mes sentiments et nos idées avant 1870 (1905), contengono molti pettegolezzi interessanti sui suoi distinti contemporanei.
Con una salute che si pretendeva malferma – che non le impedì di vivere fino a quasi cent'anni – scoprì Golfe-Juan dove comprò nel 1858 un terreno per costruirvi una villa, lanciando la moda di questa stazione balneare.
A una crisi religiosa, dalla quale fu raggiunta negli ultimi anni della sua vita, è dovuta la stesura di Chrétienne (1913).
Il 5 agosto 1882 acquistò a Gif-sur-Yvette (Essonne) il dominio dell'Abbazia dove visse dal 1904 fino alla morte nel 1936.

## Premi e riconoscimenti
- 1917 - Premio Jules Favre[3]
- 1920 - Premio Auguste Furtado per La vie des âmes.[4]
- 1927 - Prix de l'Académie française per l'insieme della sua opera.[5]

## Opere
- Idées antiproudhoniennes sur l'amour, la femme et le mariage, 1858
- Mon village, 1860 (novelle)
- Jean et Pascal, 1876 (novelle)
- Laide, 1878
- Grecque, 1879
- Païenne, 1883
- Mes angoisses et nos luttes, Parigi, A. Lemerre, 1907
- Chrétienne, 1913
- Mémoires (7 volumi), 1902-1910